# Station Dziewule
Station Dziewule is een spoorwegstation in de Poolse plaats Dziewule.